# Stefan Rosinski
Stefan Martin Erik Rosinski (* 25. September 1961 in Flensburg) ist ein deutscher Regisseur für Musiktheater, Dramaturg und Kulturmanager.

## Leben
Rosinski wuchs als ältester dreier Brüder in Flensburg auf und machte sein Abitur ebenda am Fördegymnasium. Nach dem Wehrersatzdienst studierte er ab 1983 an der Hochschule für Musik und Theater Hamburg bei Götz Friedrich Musiktheaterregie und schloss dort 1988 sein Studium mit der Inszenierung der Oper Das Federgewand von Wolfgang-Andreas Schultz an der Studiobühne der Hamburgischen Staatsoper ab. Danach ging er als Regieassistent und Abendspielleiter nach Essen an das neu eröffnete Aalto-Theater unter der Intendanz von Manfred Schnabel. Nach einer Saison ging er zurück nach Hamburg und arbeitete als Werbetexter und schrieb Theaterkritiken. Ab 1991 war er am Literaturhaus Hamburg als Programmassistent, ab 1993 für diverse freie Theaterinszenierungen in Hamburg und Berlin als Regisseur, Schauspieler und Produzent tätig.
Von 1996 bis 1999 war er als Dozent an der Universität Hamburg und der Philosophisch-Theologischen Hochschule Sankt Georgen angestellt. Parallel dazu verfasste er Drehbücher und arbeitete als Fernsehdramaturg und Storyliner für TV-Serien wie Gute Zeiten, schlechte Zeiten und Kommissar Rex.
Ab 2000 besuchte er die Fortbildungsakademie der Wirtschaft in Hamburg und schloss 2002 als staatlich geprüfter Betriebswirt und Industriekaufmann ab. Anschließend machte er Betriebspraktika im Vertriebscontrolling des Otto-Konzerns und im Personalcontrolling der Lufthansa. Anfang 2002 erstellte er die erste Besucheranalyse für die Hamburgische Staatsoper. Danach absolvierte er ein Praktikum im Controlling des Deutschen Schauspielhauses Hamburg. Seit April 2003 war Rosinski Abteilungsleiter für Finanzen, Controlling und Organisation am Staatstheater Hannover, am 1. Oktober 2004 wurde er zum Verwaltungsdirektor und Geschäftsführer ernannt.
2006 wechselte er als kaufmännischer Geschäftsführer des Bühnenservices zur Stiftung Oper in Berlin und übernahm nach dem Ausscheiden von Generaldirektor Michael Schindhelm kommissarisch 2007 dessen vakante Position. „Nach heftigem Streit mit dem Regierenden Bürgermeister Klaus Wowereit“ wurde seine Stelle „nicht über den 31. August 2009 hinaus verlängert.“ Rosinski blieb jedoch kaufmännischer Geschäftsführer des Bühnenservice der Stiftung. Danach ging er als Chefdramaturg an die Berliner Volksbühne. Nach Auseinandersetzungen um Kompetenzen, entließ Frank Castorf ihn nach weniger als einem Jahr. Danach nahm er die Position des kaufmännischen Geschäftsführers am Volkstheater Rostock an.
Seit August 2016 war er alleiniger Geschäftsführer des Opernhauses Halle. Ein von ihm mit den künstlerisch verantwortlichen Intendanten Matthias Brenner und Florian Lutz geführter Kompetenzstreit wurde seit 2017 überregional diskutiert. Von Februar bis Juni 2017 war Rosinski Vorsitzender des städtischen Arbeitskreises „Bewerbung zur Kulturhauptstadt Europas“ der Stadt Halle. Nach einer kontroversen Diskussion und dem Fehlen eines schlüssigen Konzeptes stimmte der Stadtrat von Halle gegen eine Bewerbung.
Der Aufsichtsrat der Opernhaus Halle beschloss im Februar 2020, seine Stelle nicht über Juli 2021 hinaus zu verlängern. Im Juni 2020 wurde Rosinski mit sofortiger Wirkung freigestellt.
Rosinski ist Vater eines Sohnes und wohnt in Berlin.